# Collier Schorr
Collier Schorr (New York, 1963) est une artiste américaine et une photographe de mode principalement connue pour ses portraits d'adolescents qui mêlent le réalisme photographique à des éléments de fiction et de fantaisie de jeunesse.
Collier Schorr a grandi dans le Queens, à New York, ville où elle a étudié le journalisme à l'École des arts visuels. Dans les années 1980 et 1990, elle a également travaillé activement comme critique d'art. Son travail photographique a été présenté à la Whitney Biennial en 2002 et à la Triennale du Centre international de la photographie en 2003. En 2008, elle a reçu un prix de l'Académie américaine de Berlin (en).
Son travail explore une multitude de thèmes, dont l'histoire sociale allemande et juive, la nationalité, la Seconde Guerre mondiale ou encore la lutte en mettant l'accent sur l'identité et le genre. Elle compte parmi ses influences les femmes photographes américaines Barbara Kruger, Cindy Sherman et Laurie Simmons, le photographe allemand August Sander et le peintre américain Andrew Wyeth.

## Biographie

### Débuts
Collier Schorr obtient un Baccalauréat en beaux-arts à la Yale School of Art en 1985 et étudie à la School of Visual Arts de New York.
Depuis le début de sa carrière de photographe en 1986 jusqu'en 2014 environ, le travail de Collier Schorr a été principalement présenté dans le cadre d'expositions individuelles, ainsi que dans des livres publiés pour aider à explorer plus avant divers thèmes généraux.
En incorporant le documentaire, le fantastique et un entrelacement occasionnel de différents médias, Schorr a disséqué les concepts derrière la politique d'identité à l'ère du féminisme. Elle a été fortement influencée par l'androgynie de la mode des années 1980, et a utilisé l'élan qu'elle a généré pour créer un art qui s'inspire des éléments de la photographie de mode tout en interrogeant d'autres frontières culturelles. Bien que son travail récent soit présenté dans les magazines de mode, ses photographies antérieures s'y adapteraient facilement aussi[source secondaire souhaitée].
Avec There I Was, une exposition à la 303 Gallery (en) à New York dont le livre est publié en 2009, Collier Schorr cherche à repousser les limites du médium et de la perspective. S'appuyant sur son expérience avec le pilote de dragster Charlie Snyder et sa mort surprenante au Vietnam, Schorr remet tout en question en ce qui concerne le reportage, la mémoire et l'incapacité à recréer le passé. Elle combine des dessins, des photos et des magazines découpés pour créer un collage d'informations qui transmet ses réflexions sur le décalage entre la photographie, le spectateur et le sujet.
Les premiers travaux de Schorr représentent ainsi son exploration du féminisme, de l'identité, de la sexualité et du genre[source secondaire souhaitée] à une époque où ces concepts étaient remis en question à une échelle culturelle plus large. Par ses touches personnelles et la combinaison des médias, Collier Schorr exalte les sous-représentés pour qu'ils trouvent leur propre place dans la société[source secondaire souhaitée].

### Depuis 2014
Bien que Collier Schorr continue son exploration de l'androgynie des adolescents, sa plateforme photographique est entièrement passée aux magazines de mode depuis 2014. Ses premières photographies de mode ont été présentées dans des publications telles que le magazine français Purple et le britannique i-D, et se sont concentrées sur les vêtements plutôt que sur la photographie artistique. Elle a photographié les acteurs adolescents Finn Wolfhard et Millie Bobby Brown, acteurs principaux de la série télévisée Stranger Things, pour le magazine Dazed, soulignant leurs similitudes physiques,. Parmi les autres icônes de la culture populaire avec lesquelles elle a travaillé figurent l'acteur franco-américain Timothée Chalamet, l'auteure-compositrice-interprète américaine Janelle Monáe et l'actrice Jodie Foster, et elle explore plus avant l'androgynie et retire le sujet des représentations stéréotypées du genre.
Le travail de Schorr exprime un point de vue qui n'est ni masculin ni hétérosexuel. Une grande partie de son travail provient d'un lieu de modification de la perception, soit en approfondissant ce qui est considéré comme normal, soit en modifiant le contexte habituel d'une idée afin de créer un commentaire sur le sujet.
En 2019, Collier Schorr reçoit le prix de la Royal Photographic Society pour la photographie éditoriale, publicitaire et de mode, avec une bourse d'honneur de la société.

## Œuvre

### Jens F.
Exposé pour la première fois à la Whitney Biennial en 2002, puis à la 303 Gallery (en) de New York en 2003, Jens F. présente une myriade de photographies, de croquis et de notes concernant l'image d'un jeune garçon allemand. Utilisant comme modèle les représentations d'Andrew Wyeth du modèle Helga de la fin du XXe siècle, Collier Schorr dépeint Jens comme une figure androgyne et émotionnelle. La juxtaposition évidente des genres et le regard de reconnaissance du garçon véhiculent l'idée que la sexualité moderne est remise en question avec confiance[source secondaire souhaitée].

### Forests and Fields
Après avoir vécu pendant 12 ans dans la petite ville de Schwäbisch Gmünd, en Allemagne, Schorr a créé Forests and Fields (Forêts et Champs) afin d'explorer la composition de l'environnement, de ses habitants et d'elle-même. La série a été présentée pour la première fois sous la forme d'une exposition complète à la galerie 303 en 2001. Elle se concentre sur des images qui vont de jeunes garçons vêtus d'uniformes nazis à des natures mortes délibérément mis en scène. Dans un clin d'œil à l'œuvre d'August Sander des années 1930, Schorr a par la suite élargi le projet en plusieurs livres, chacun se concentrant sur un aspect différent de son idée générale.

#### Volume 1: Neighbors
Neighbors (Voisins) a été publié en 2006 en tant que premier volume de Forests and Fields, et se concentre principalement sur des portraits ambigus. Schorr manipule les thèmes de la nationalité, de l'identité et de l'histoire pour créer une composition d'images à la manière d'un scrapbooking qui se situe à la limite entre le documentaire et le fantastique. Une exposition intitulée Badischer Kunstverein a eu lieu en 2007 pour accompagner ce volume.

#### Volume 2: Blumen
S'éloignant des portraits, Blumen se concentre sur le paysage allemand. En manipulant de petits aspects des objets naturels quotidiens, Schorr commente plus avant les relations entre la ville allemande et les citoyens eux-mêmes, tout en ajoutant des nuances de fantaisie.

### Lutteurs
En 2002, Collier Schorr s'est rendu à Blairstown (en), dans le New Jersey, et à West Point (New York), dans l'État de New York, pour photographier leurs équipes de lutte en action. Son objectif en capturant ces images de vulnérabilité, de lutte et de douleur était de révéler la dualité non découverte de la lutte. Tout en étant un sport indéniablement masculin, il possède des éléments romantiques et féminins qui le poussent dans le domaine de l'androgynie et de la fluidité des genres. Schorr espère rassembler ces photographies dans un livre d'art intitulé Wrestlers Love America dans le futur.

### 8 Women
8 Women a été exposée à la galerie 303 en 2014, composée de 14 œuvres de huit femmes accumulées au cours des vingt dernières années. Avec une combinaison de photographies de têtes, de nus sur tout le corps, de poses d'action et d'un dessin, Schorr transmet un sentiment de pouvoir féminin qui n'objectifie pas les sujets ni ne date les photos. En incorporant systématiquement des éléments de la photographie de mode, Schorr est en mesure de commenter le fonctionnement de la représentation et de l'hypersexualisation dans la mode et la culture féministe d'aujourd'hui.

## Publications

### Monographies
- (en) Jens f., Steidl MACK, Thames & Hudson, 2005. Coécrit avec Andrew Wyeth. Une compilation de photographies d'un jeune garçon se transformant en homme par des poses similaires à celles de la Helga peinte par Andrew Wyeth[18].

- (en) Neighbors = Nachbarn, Steidl Mack, 2006. Une histoire historique et fictive racontée à travers des photographies sur une petite ville d'Allemagne où résident les apparitions. Elle reconstitue l'histoire de son propre arbre généalogique à travers « la mémoire, le nationalisme, la guerre, l'émigration et la famille »[19].

- (en) Male : From the collection of Vince Aletti, Schorr, PPP editions, 2008. Le critique et conservateur de photographie Vince Aletti a rassemblé une collection d'œuvres de corps masculins avec un essai de Schorr, décrivant comment ces œuvres ont influencé son propre travail et l'acceptation des hommes homosexuels dans l'histoire de l'art[20].

- (en) There I was, Steidl, 2008. En utilisant les photos de son père et de Charlie Astoria Chas Snyder, ses propres croquis et des publicités pour des voitures anciennes, Collier tisse une histoire sur la mort du jeune dragster au Vietnam et sur la complexité de la perspective d'une photographie[21],[22].

- (en) Blumen, Steidl Mack, 2010. Un deuxième ajout à son livre précédent sur la petite ville en Allemagne, Neighbors. Ce livre se concentre moins sur les chiffres que sur le paysage naturel du village que Schorr habite depuis 13 ans[23].

- (en) 8 Women, Mack, 2014. Une collection de ses œuvres du milieu des années 90 à 2014, centrée sur la perspective féminine des femmes "qui veulent être regardées", comme les mannequins, les musiciens et les artistes[24].

- (en) Collier Schorr: I Blame Jordan, MoMA PS1, 2015. Coécrit avec VV. AA. Une compilation de photographies prises du modèle Jordan Barrett (en) pour le MoMA PS1[25],[26].

### Articles notables
- (en) Linda Nochlin, Andrea Fraser, Amelia Jones, Dan Cameron, Collier Schorr et al., « Feminism & Art: Nine Views », Artforum International, vol. 42, no 2,‎ octobre 2003, p. 140.

## Expositions individuelles notables
- « Freeway Balconies », 2008, Musée Solomon R. Guggenheim, New York[27],[28].

## Conservation

### Chine
- Burger Collection, Hong Kong[29]

### États-Unis
- Musée Hammer, Los Angeles[30]
- Henry Art Gallery, Seattle[31]
- Musée juif de New York, New York[réf. nécessaire]
- Museum of Modern Art, New York[32]
- North Carolina Museum of Art, Raleigh[33]
- Rubell Family Collection (sv), Miami[34]
- Musée d'Art moderne de San Francisco, San Francisco[35]
- Wadsworth Atheneum, Hartford[36]
- Walker Art Center, Minneapolis[37]
- Whitney Museum of American Art, New York[38]

### Italie
- Fondazione Sandretto Re Rebaudengo, Turin[39]